# Boeing 737
Boeing 737 je úzkotrupé dvoumotorové proudové dopravní letadlo pro krátké a střední vzdálenosti. Jde o nejrozšířenější dopravní letoun na světě, vyrobený již ve více než 11 000 exemplářích.
Původně byl vyvíjen jako menší dvoumotorové letadlo s nižšími náklady na provoz odvozené od Boeingu 707 a Boeingu 727. Nakonec se letadla Boeing 737 vyvinula do rodiny 9 modelů pro osobní přepravu s kapacitou od 85 až do 215 cestujících. Model 737 je jediné úzkotrupé dopravní letadlo od společnosti Boeing, které je dnes společností vyráběno ve variantách -600, -700, -800, -900 a MAX 7,8,9. Modernizovaná verze s novými motory – Boeing 737 MAX přišla na trh letecké dopravy v roce 2017.
Nejprve byl tento model představen v roce 1964 a první verze Boeing 737-100 vzlétla v roce 1967, která vstoupila do leteckého provozu jako komerční proudové letadlo v únoru 1968. Další prodloužená verze 737-200 vstoupila do služby v dubnu 1968. V 80. letech začala společnost Boeing vyrábět verze -300, -400 a -500, které později byly označované i jako série Boeing 737 Classic. Modelem série 737 Classic bylo přidáno na kapacitě a proudových motorech CFM56 spolu s vylepšenými křídly. V 90. letech představila společnost model 737 Next Generation s různými změnami jako přestavěná křídla, skleněný kokpit a nový interiér. Modely 737 Next Generation jsou obsaženy ve verzích -600, -700, -800, a-900ER s různou délkou od 31 m do 42 m. Byznys verze 737 Next Generation s označením BBJ jsou také vyráběny.
Série 737 je nejpočetnější tryskové dopravní letadlo v historii letectví. Verze 737 se ve firmě Boeing nepřetržitě vyrábí od roku 1967 s počtem objednaných 15 596 a 11 377 dodaných ke dni 31. března 2023. Výroba 737 je soustředěna v závodě Boeing ve městě Renton, stát Washington. Mnoho 737 nastoupilo na linky dříve provozované letadly 707, 727, 757, DC-9, a MD-80/MD-90 a v současnosti představuje pro letadlo největšího konkurenta rodina letadel Airbus A320, která se od roku 2019 stala prodávanější než letadla série 737. V roce 2006 bylo v každém okamžiku průměrně ve vzduchu 1 250 Boeingů 737 a každých 5 sekund přistávala nebo vzlétala 2 letadla tohoto typu.

## Vývoj

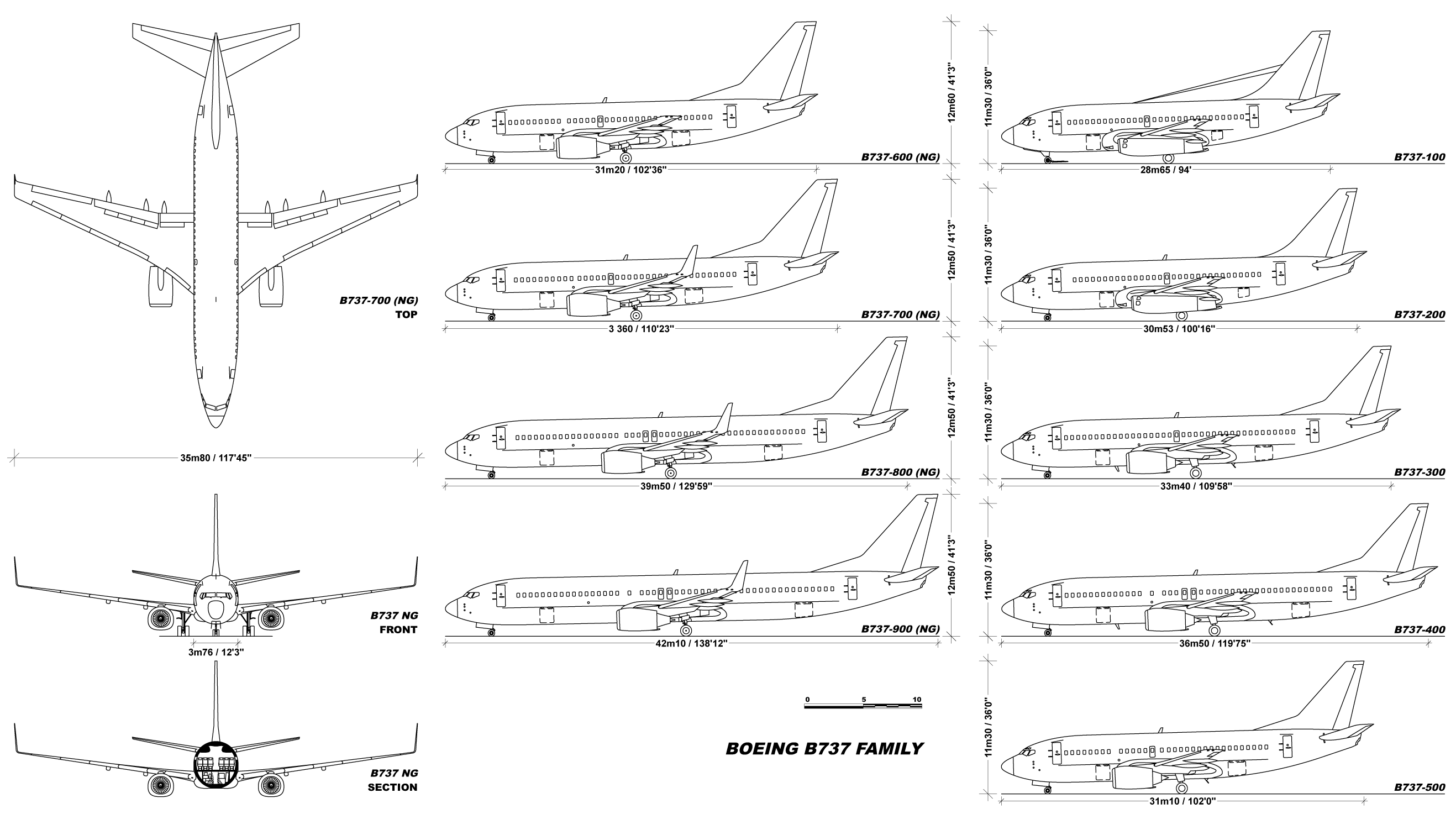
Různé varianty

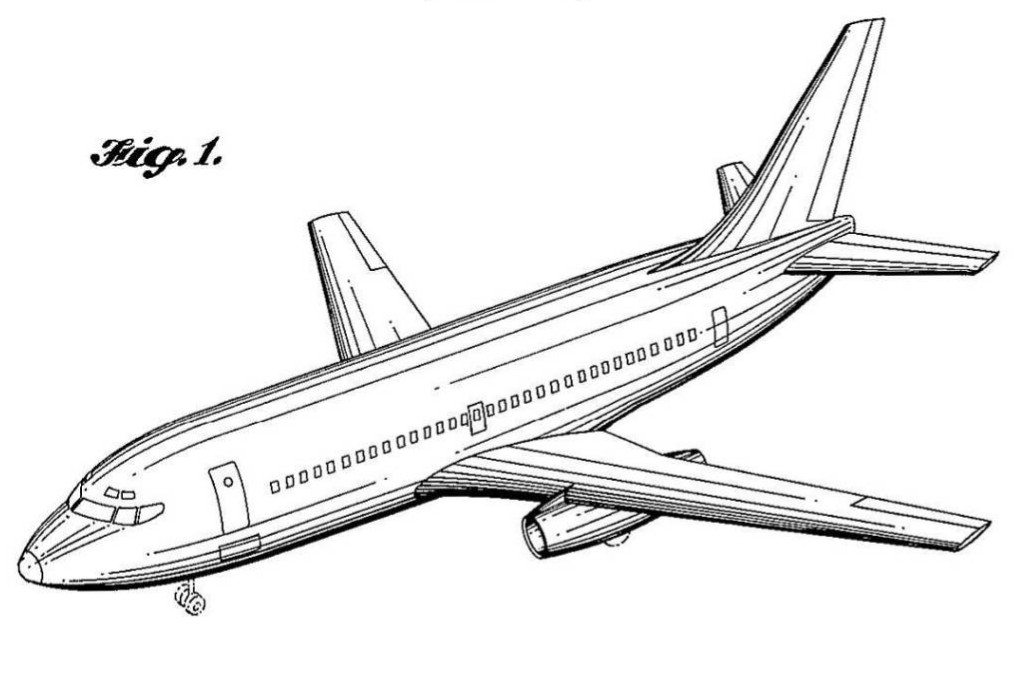
18. října 1966, patent na tryskové letadlo, podaný 22. června 1965 Johnem Steinerem a Joe Sutterem pro Boeing

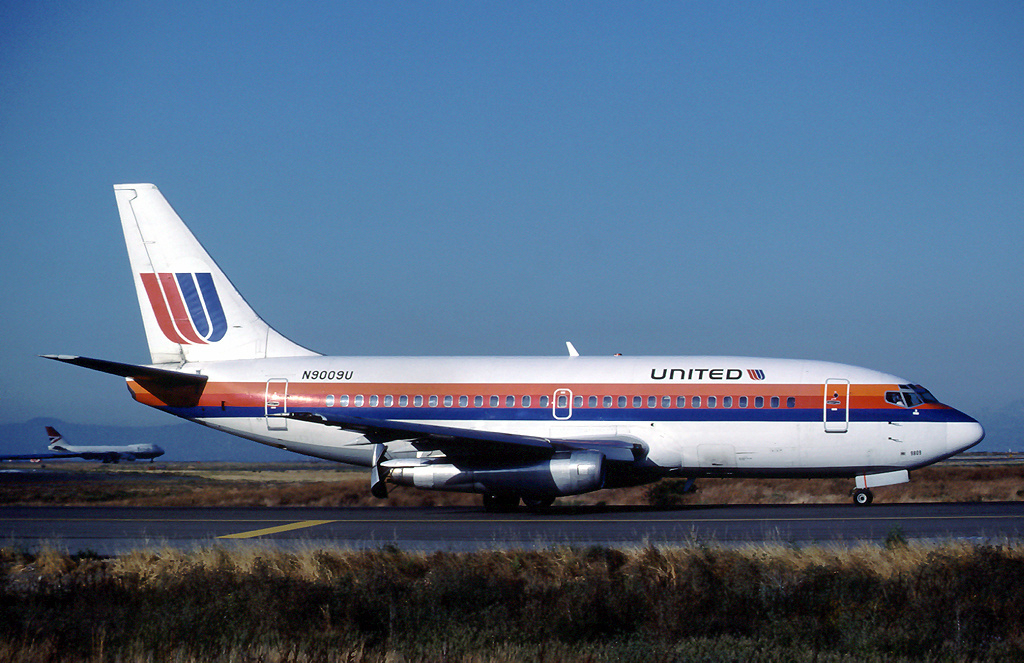
Starší modernizovaný Boeing 737-200 společnosti United Airlines s obraceči tahu

Společnost Boeing se věnovala studiu návrhu proudových letadel s kratším doletem a zaměřili se na vybudování doplňujícího letadla k Boeingu 727 na krátké tratě s menší obsazeností. Přípravné projektové práce začaly 11. května 1964 a intenzivní průzkum trhu Boeingu přinesl plány pro vývoj 50 až 60místného dopravního letadla pro tratě se vzdáleností od 80 až 1 600 km. Lufthansa se 19. února 1965 stala prvním zákazníkem, s objednávkou 21 letadel v celkové částce 67 milionů USD(v r. 1965 190, 28 milionů USD v roce 2008) poté, co tato letecká společnost dostala záruku od Boeingu, že projekt 737 nebude zrušen. Konzultace a domluvení se se společností Lufthansa v předchozím zimním období měla u tohoto projektu za následek zvýšení sedadlové kapacity na 100 míst.
Dne 5. dubna 1965 oznámil Boeing objednávku společnosti United Airlines na 40 letadel 737. United však chtěl o něco větší letadlo než 737-100. Z toho důvodu Boeing protáhl trup o 91 centimetrů směrem dopředu a 102 centimetrů za křídlo. Delší verze byla označena jako 737-200, která vycházela z původní verze 737-100 s krátkým trupem.
Podrobné návrhové práce pokračovaly na obou variantách ve stejnou dobu. Boeing zaostával za svými konkurenty v době, kdy byl zahájen projekt 737, protože u konkurenčních letadel BAC 1-11, McDonnell Douglas DC-9 a Fokker F.28 již probíhalo letové ověřování a certifikace. Pro urychlení vývoje použila společnost Boeing 60 % struktury a systémů z již existujícího typu 727, přičemž nejdůležitějším se stal průřez trupu. Tento trup umožňoval 6sedadlové uspořádání vedle sebe ve srovnání s 5sedadlovým uspořádáním u konkurenčních letadel BAC 1-11 a DC-9. Konstruktéři se rozhodli osadit gondoly motorů přímo na spodní stranu křídel ke zmenšení délky přistávacího podvozku a ponechání motorů níže pro snadnější obsluhu a prohlídky na zemi. Bylo testováno mnoho variant tlouštěk pro podpěry uchycení motoru v aerodynamickém tunelu a bylo zjištěno, že pro větší rychlosti nejvíce vyhovuje tvar, který je relativně silný a vyplňuje drážku mezi křídlem a horní stranou gondoly, zejména na vnější straně. Původně bylo plánováno použití velmi podobných částí aerodynamických profilů křídla jako u modelů 707 a 727 ač o málo tlustší. Nicméně podstatné zlepšení odporových charakteristik při vyšších Machových číslech bylo dosaženo změnou těchto částí v blízkosti gondoly. Byl vybrán dvouproudový motor Pratt & Whitney JT8D-1 s nízkým obtokovým poměrem. S motory nainstalovanými na křídlech letounu se Boeing rozhodl osadit na trup konvenční vodorovnou ocasní plochu před ocasním tvarem T, jaký byl použit v případě Boeingu 727.

## Varianty

### Původní generace

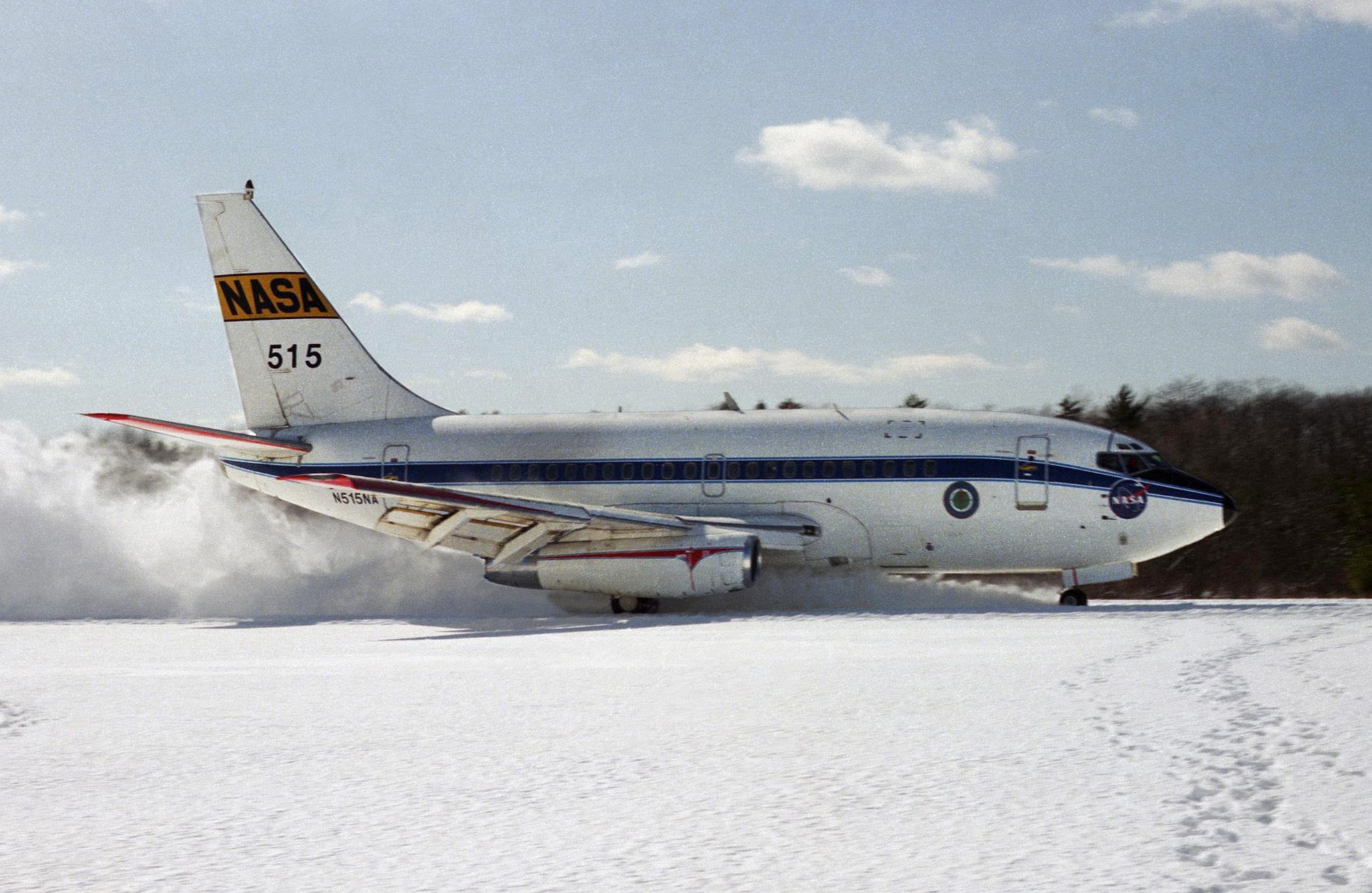
Prototyp 737-100 provozovaný úřadem NASA k testům

B-737-100 byla nejmenší a první verze tohoto letadla. První společností používající Boeing 737-100 se stala německá Lufthansa, která odebrala 22 strojů. Dalších pět koupila Malaysia-Singapore Airlines a dva kusy kolumbijská Avianca. Původně mělo mít letadlo kapacitu 60-85 sedadel; po konzultacích s prvním objednatelem – Lufthansou – bylo vytvořeno letadlo pro 100 pasažérů. Celkem bylo zkonstruováno 30 strojů Boeing 737-100.
737-200 je upravená (prodloužená o 1,93 m) verze modelu Boeing 737-100. Zálet byl proveden 8. srpna 1967. První společností používající tuto verzi byla americká United Airlines (75 letounů). Druhým největším zákazníkem se staly Western Airlines (30 kusů), Piedmont Airlines (12), GATX-Boothe (15), All Nippon Airways (10) a Pacific Southwest (10). Verze Boeing 737-200 měla kapacitu 115-130 sedadel. Verze 737-200C byla vybavena nákladovými vraty na levé straně trupu za předními dveřmi a umožňovala smíšenou dopravu osob a nákladů. Od 135. kusu, dodaného United, byly zaváděny změny v podobě výkonnějších motorů JT8D-15 s účinnějšími obraceči tahu a změněnou geometrií Kruegerových klapek a slotu na náběžné hraně. Tato postupně zaváděná zlepšení vyvrcholila ve verzi Advanced 737 se startovní hmotností 52 620 kg a novou nádrží v trupu osazená motory JT8D-17. V lednu 1980 byly první z 28 kusů verze Advanced dodány dopravci British Airways. Celkem bylo vyrobeno 1 114 strojů modelu -200.
Z modelu 737-200 vzniklo také 19 strojů T-43A pro výcvik vojenských letovodů.
Vysoce specializovanou verzí je NT-43A (RAT55, Radar Airborne Testbed 55), sloužící ke sběru dat o letících stealth letounech.

### Classic

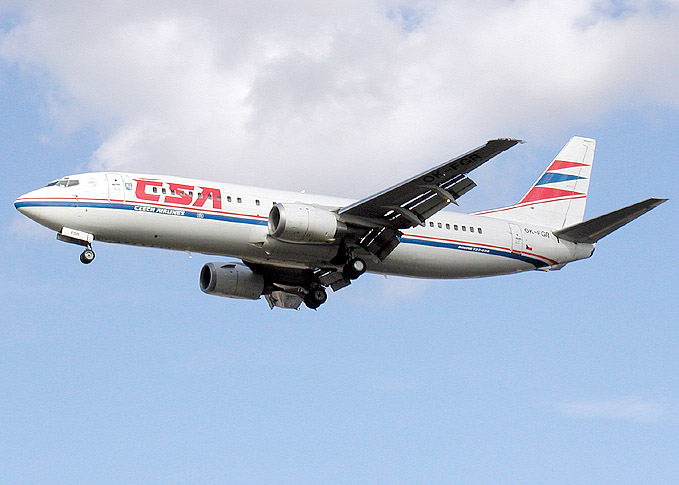
Boeing 737-400 společnosti ČSA

737-300 byl nový základní model druhé generace Boeingu 737 zalétaný v roce 1981, delší o 2,13 m a větší než jeho předchůdci Boeing 737-100/-200 což umožnilo zástavbu dalších dvou řad po šesti sedadlech a jedné řady po třech sedadlech. V kokpitu tohoto modelu se poprvé objevila kombinace klasických budíků a nového EFIS/Electronic Flight Instrumention System/. Druhá generace Boeingu 737 dostala i nové motory značky CFM (model 56). Toto byly nejradikálnější změny oproti verzím -100/-200. Boeing 737-300 má při standardním, dvoutřídním uspořádání kapacitu 128 pasažérů. Maximální kapacita je 148 pasažérů. Celkově bylo objednáno 1 104 strojů modelu -300.
737-400 bylo vyvinuto jako 150místná náhrada letadel Boeing 727. Výroba varianty Boeing 737-400 byla zahájena v červnu 1986 na základě požadavku dopravní společnosti Piedmont Airlines, který se 15. září 1988 stal jejím prvním uživatelem. K úvodnímu vzletu „čtyřstovky“ došlo 26. ledna 1988. Model -400 se ukázal být také mimořádně úspěšný. Největší flotilu této verze má Malaysia Airlines. Boeing 737-400 má standardně kapacitu 146 míst (u dvoutřídného uspořádání), maximální kapacita je 188 míst. Vyrobeno bylo kolem 500 strojů.
737-500 je menší verze Boeingu 737-300 a přímá náhrada modelů první generace. Standardní kapacita je 108 míst (u dvoutřídní konfiguraci), maximální 133 míst. Vyrobených bylo přibližně 400 strojů.

### Příští generace (Next Generation)
Je třetí série úspěšného letadla pro krátké a střední tratě. Je odpovědí na konkurenci konsorcia Airbus s modely Airbus A320. NG verze má novější digitální kokpit, větší rozpětí křídla a nové motory CFM56-7B. Její vývoj byl oficiálně zahájen 17. listopadu 1993.

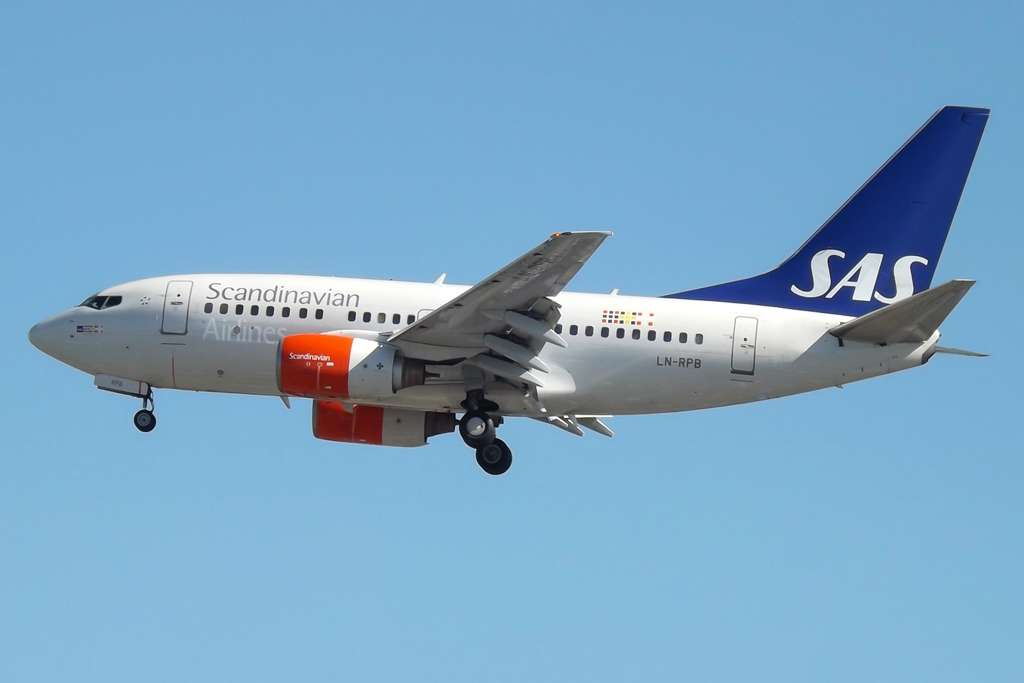
Boeing 737-600 společnosti Scandinavian Airlines

737-600 je jednou ze tří NG verzí. Základem pro verzi -600 byl model Boeing 737-500. Boeing 737-600 má kapacitu 110 pasažérů ve dvou třídách, nebo 133 v uspořádání jednotřídka. Přímo mu konkuruje Airbus A318. Boeing 737-600 má dolet 2 480 km, verze-600HGW 5 648 km.
737-700 /-700ER je základní model nové generace, který ve výrobě nahradil předchozí verzi Boeing 737-300 z něhož i koncepčně vychází. Z rodiny B737NG vznikl jako první. Ke slavnostnímu roll-outu prototypu B-737-700 (v. č. 27841/1, N737X) došlo v Rentonu 8. prosince 1996. Úvodní let vykonala zkušební osádka ve složení Mike Hewett a Ken Higgins 9. února 1997. Následující zkušební program doplnily další tři stroje (27842/2, N708SW, 27843/3, N709SW a 27835/4, N700GS). Po certifikaci byl 19. prosince 1997 předán první letoun uživateli, kterým se stal dopravce Southwest Airlines (27836/6, N701GS). Do pravidelného provozu byl nasazen 18. ledna 1998.
Dne 3. září 1997 byl představen model B737-700C určený k přepravě cestujících, nebo nákladu (Convertible). Překonstruována byla hlavní kabina s nákladními vraty na levé straně před křídlem a zesílena podlaha vybavená novým systémem pro manipulaci s nákladem. Na přání zákazníka lze tento model dodat v podobě -700QC, umožňující rychlou přestavbu interiéru z osobního na nákladní pod 60 min. Výroba byla zahájena v roce 1998. Premiérový let byl vykonán 14. dubna 1999 na trati z Rentonu na Boeing Field. Dodávka prvního stroje po typovém osvědčení typu proběhla 2. listopadu 2001 (30184/925, N743A).
Obchodní provedení představuje subverze BBJ (Boeing Business Jet), z něhož vycházejí i vojenské verze C-40B a C-40C Clipper. BBJ je speciální salónní letoun určený k přepravě 8 až 63 osob na velmi dlouhé tratě. K prodloužení doletu přispívají kompozitové winglety na koncích křídla. Úvodní objednávka byla zadána 22. ledna 1996, první předávka zákazníkovi proběhla 23. listopadu 1998.
Další varianty představují modely -700HGW a -700ER. Standardní verze -700 má u dvoutřídného uspořádání kapacitu 126 míst, maximální kapacita je 149 míst. Přímo mu konkuruje Airbus A319. Boeing 737-700 má dolet 2 852 km, verze-700HGW 6 037 km.

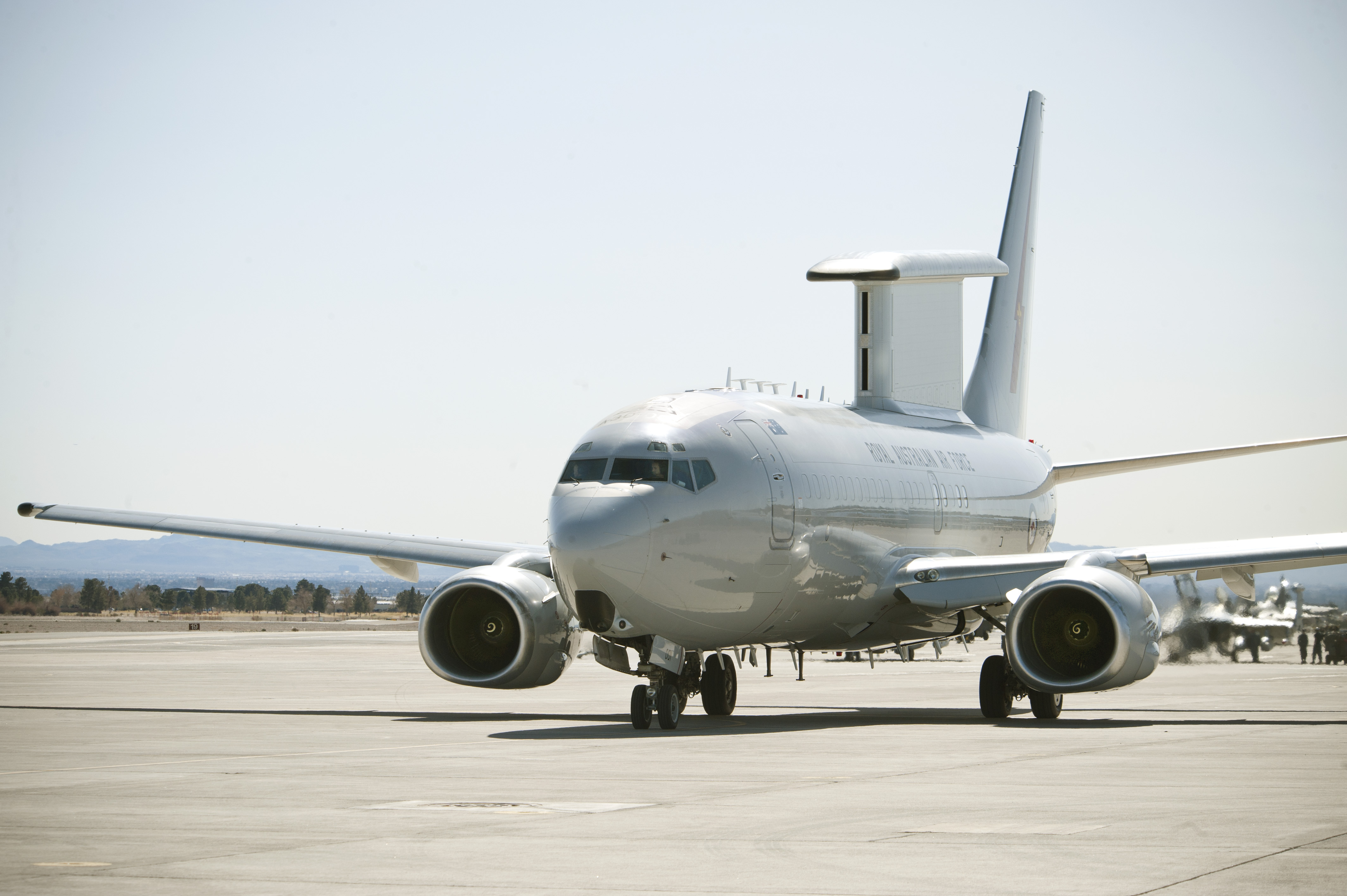
E-7A Royal Australian Air Force, 2013

B737-7ES AEW&C (E-7A) je vojenský B737-700 BBJ upravený na létající středisko řízení a uvědomování australského projektu Wedgetail. Úpravy letounu zahrnují instalaci radaru MESA společnosti Northrop Grumman s anténou ve hřbetním podélném krytu, zvýšení výkonu elektrické soustavy, zařízení pro doplňování paliva za letu a instalaci prostředků elektronického boje vlastní ochrany letounu. Inovací je rovněž integrovaný identifikační systém IFF. Letovou posádku tvoří dva piloti, bojovou 6 až 10 operátorů. Australské obranné síly vybraly B737 AEW&C v červenci 1999. V prosinci 2000 byla podepsána smlouva na dodání čtyř strojů. V červnu 2001 byly dojednány podmínky možnosti rozšíření objednávky o další dva letouny, které pak byly v květnu 2004 závazně objednány. Zálet prvního stroje (výr. č. 33474) proběhl 20. května 2004 z letiště Boeing Field v Seattlu. Všechny stroje Royal Australian Air Force byly zařazeny do stavu 2. perutě dislokované na základně Williamtown. V červnu 2002 podepsalo Turecko kontrakt na čtyři stroje pro turecké letectvo. Třetím zahraničním uživatelem se stalo letectvo Korejské republiky se čtyřmi stroji v provozu.

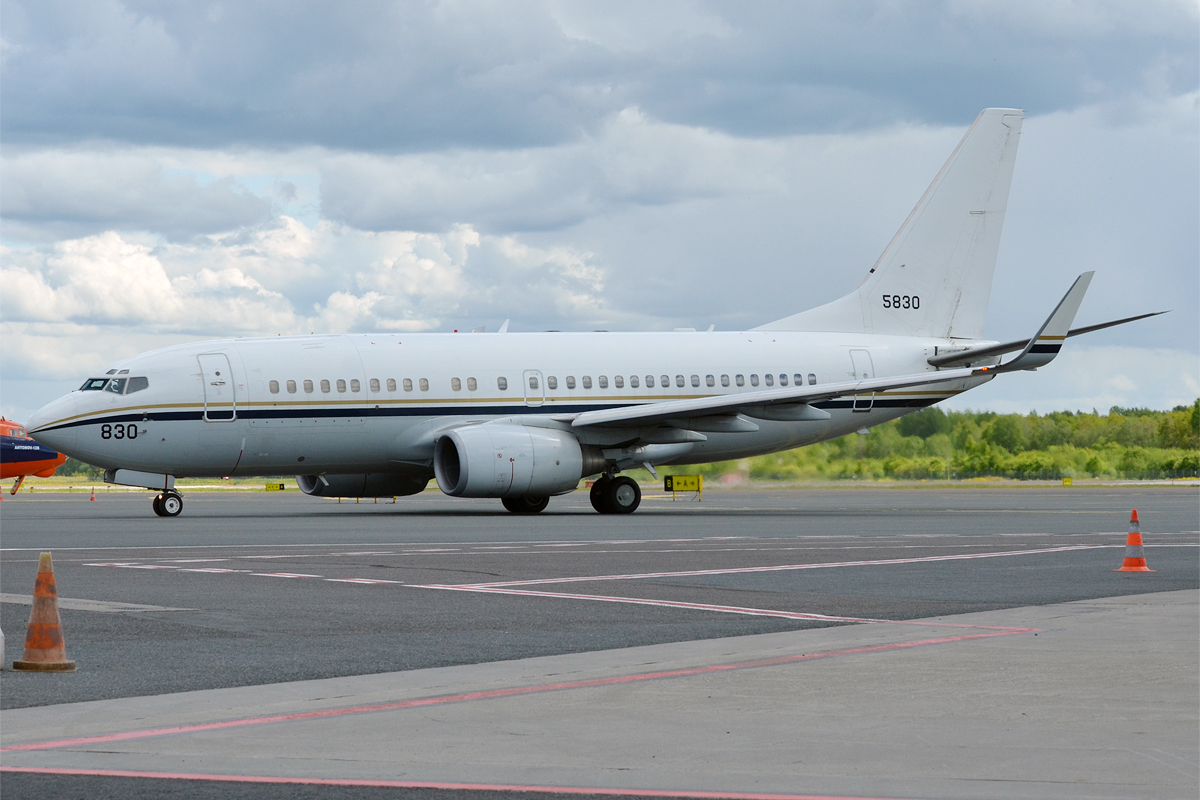
Boeing C-40A Clipper (v. č. 29980/568, Bua 165830, „Spirit of New York“), US Navy

C-40 Clipper byl vyvinut na základě zájmu US Navy o model -700C, kterým potřebovalo nahradit 29 dosluhujících letounů Douglas C-9. Kontrakt na dva nové stroje C-40A byl podepsán 3. září 1997, koncem roku 1999 byly doobjednány další dva. Roll-out proběhl na Boeing Fieldu v Seattlu 9. září 2000, následně byl přelétnut do Wichity k zástavbě vnitřního vybavení nákladní kabiny. To již výrobce registroval objednávku US Navy na 6 kusů. První letoun převzala 59. peruť (VR-59) US Naval Reserve Fleet's Logistics Support, dislokovaná na NAS Carswell Joint Reserve Base ve Fort Worthu, 21. dubna 2001. VR-59 převzala ještě další tři stroje, zbývající dva byly zařazeny v únoru a červenci 2002 k VR-58 z NAS Jacksonville na Floridě.
V srpnu 2000 objednalo čtveřici letounů ve verzi C-40B také USAF. Tyto stroje se vyznačovaly novým přístrojovým a komunikačním vybavením pro utajený přenos zvukových i obrazových informací. Letectvo převzalo první kus v prosinci 2002 a zařadilo jej do stavu 89. Airlift Wingu na Andrews AFB v Marylandu. V únoru 2003 byl dodán třetí stroj 15. Airlift Wingu se sídlem na havajské základně Hickam.
Stroje varianty C-40C používá od října 2002 také Národní garda Spojených států amerických. Dva ze tří objednaných kusů byly zařazeny k 201. Airlift Squadron, kde nahradily zastaralé C-22.
737-800 je prodloužená verze Boeingu 737-700. Vychází z modelu Boeing 737-400, který v produkci přímo nahrazuje. Při standardním uspořádání sedadel nabízí kapacitu 162 pasažérů. Maximální kapacita je 189 pasažérů. Boeing 737-800 má dolet 3 815 km, verze-800HGW 5 445 km.

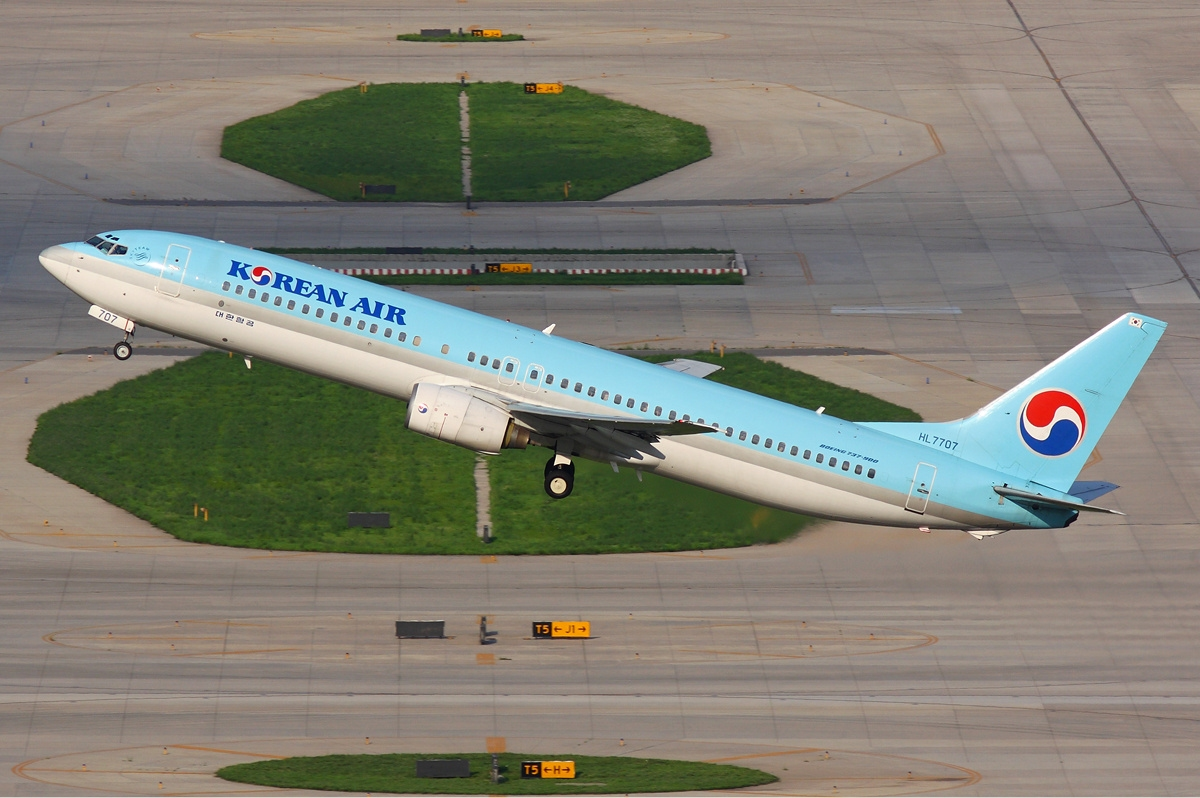
Vzlétající Boeing 737-900 společnosti Korean Air

737-900 /-900ER je nejdelší variantou v řadě 737. Na počátku vývoje letounu Boeing 737-900 stála objednávka dopravní společnosti Alaska Airlines, která 10. listopadu 1997 objednala 10 kusů. Konstruktéři vyšli z předchozího modelu Boeing 737-800, který vložením dvou trupových segmentů před a za křídlo prodloužili o 2,60 m na celkovou délku 42,1 m. Výroba prvního stroje započala 8. března 2000 v závodě ve Wichitě. O tři týdny později se do konstrukčních prací zapojil také závod v Rentonu kompletací nosníku křídla, který provedl i finální montáž. K úvodnímu vzletu 737-900 (výr. č. 30017/596, N737X) s dvojicí motorů CFM56-7B došlo 3. srpna 2000, který realizovali piloti Mike Carriker a Mark Feuerstein. První let v čase 2 hodiny 58 minut vedl z rentonského letiště Boeing Field v Seattlu. Druhý exemplář (30016/683, N1786B) sloužil k testům prostředků aktivní bezpečnosti. Certifikační zkoušky probíhaly jak na hlavní základně Boeing Field, tak i ve vybraných lokalitách států Washington, Colorado, Montana, Kalifornie a Oregon, testy za nízkých teplot pak na Islandu a Newfoundlandu. Po úspěšném absolvování celého zkušebního programu bylo Boeingu 737-900 vydáno 17. dubna 2001 americkým úřadem FAA Osvědčení letové způsobilosti, obdobný dokument vydaly Evropské sdružené úřady JAA tomuto typu o dva dny později. 20. dubna 2001 zahájili u Boeingu kompletaci prvního letounu pro nizozemskou KLM (29599/866), která se stala čtyřmi objednanými stroji prvním evropským uživatelem „Devítistovky“. Předání prvního letounu pro Alaska Airlines, z objednávky navýšené na 13 strojů, proběhlo v Seattlu 16. května 2001 (30013/774, N305AS). Nové Boeingy tento dopravce nasadil od 27. května na linky Anchorage-Seattle, Phoenix, Las Vegas, Los Angeles a San Diego. Druhou společností, která zařadila tento model do letadlového parku, se stala americká Continental Airlines, jejíž stroje jsou označeny 737-924. K předání prvního z objednaných 15 letounů došlo v Seattlu 31. května 2001 (30118/820, N30401) a do mateřského Houstonu jej přelétla osádka kapitána C. D. McLeana. Krátce po převzetí byly letouny nasazeny na linky Houston-Cozumel, Cancún, New Orleans, Denver, Chicago, Orlando a Dallas. 17. července 2001 převzali zástupci KLM první 737-9K2 (29599/866, PH-BXO, „Plover“) se 178 sedadly ve dvou třídách. Čtvrtým provozovatelem 737-9B5 (29987/999, HL7569) se 21. listopadu 2001 staly aerolinie Korean Air. Protože Boeing 737-900 neměl dostatek únikových východů v souladu s předpisy FAA, kapacita tohoto modelu byla omezena na maximálně 189 míst (rozteč sedadel 0,78 m), aby odpovídala standardům Federal Aviation Administration.
Po ukončení produkce letadla Boeing 757 byl tento typ nahrazen modelem Boeing 737-900ER s novými únikovými východy a motory. Je v nabídce i jako verze BBJ3.

### Boeing 737 MAX
Boeing oznámil v roce 2011 vývoj nového Boeingu 737 MAX. Záměrem firmy bylo nahradit verze B737-700, 800 a 900ER. Za deštivého 29. ledna 2016 se konal první zkušební let Boeingu 737 MAX. Nový stroj vstoupil po zkouškách do služby v roce 2017 a je prodáván ve verzích B737 MAX 7, 8 a 9.
Na přelomu let 2018 a 2019 měl ale tento stroj hned dvě vážné nehody během pěti měsíců, při kterých zahynulo dohromady 345 pasažérů, pročež byl stroji příslušnými úřady po celém světě udělen zákaz letů s cestujícími.

## Uživatelé

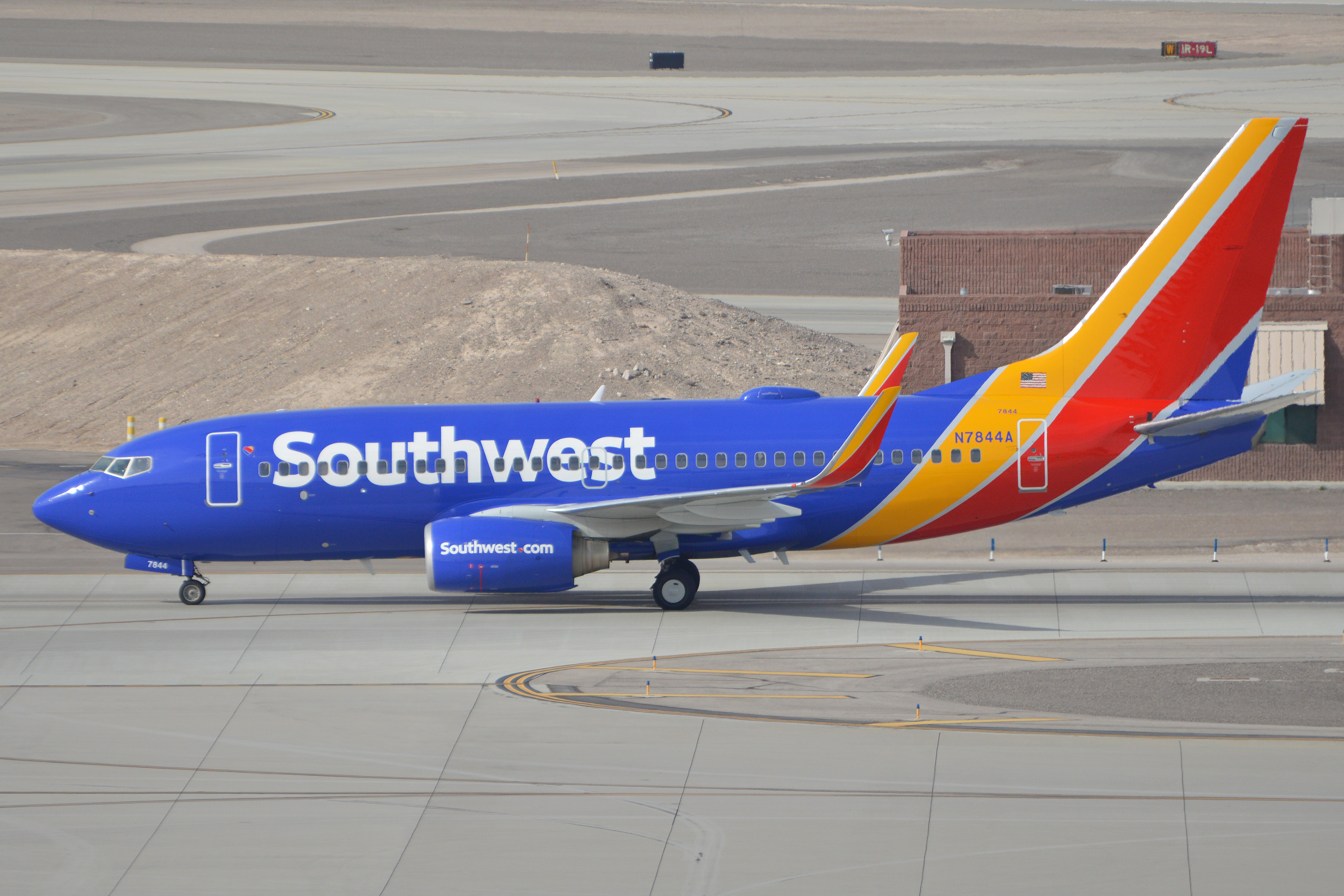
Boeing 737-700 v barvách amerického dopravce Southwest Airlines

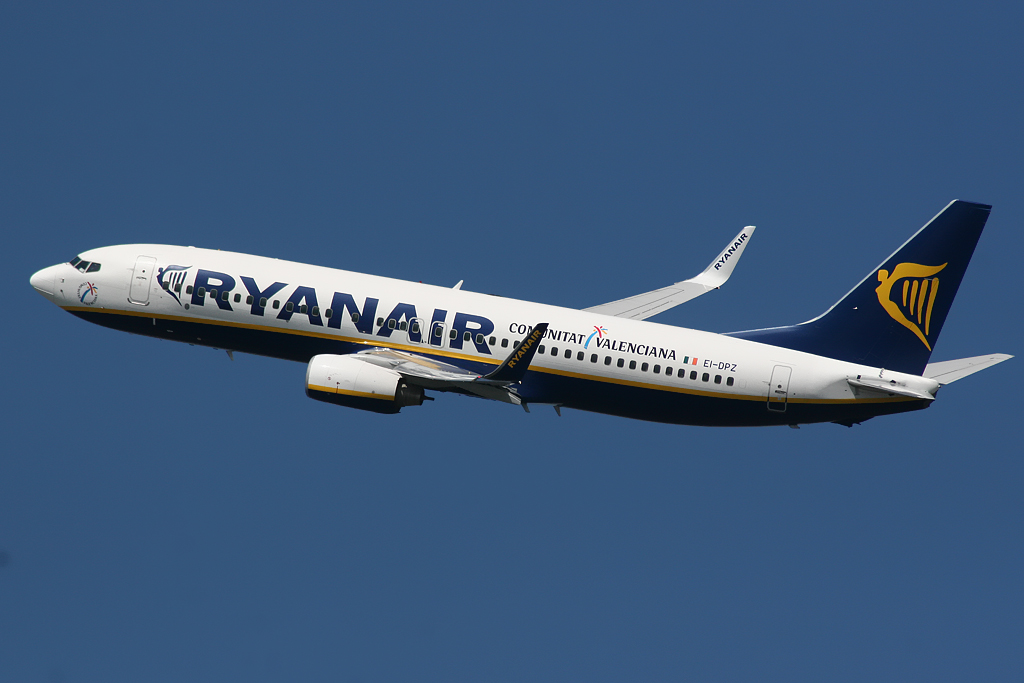
Boeingy 737-800 dopravce Ryanair

Největší uživatelé k červenci 2016 byly letecké společnosti Southwest Airlines s 720 kusy, Ryanair s 355 kusy, United Airlines s 314 kusy, American Airlines s 274 kusy a z Česka Smartwings s 48 kusy (2018).

### Civilní
Pouze několik vybraných společností.
- Aeroflot (17 kusů)
- Air China (141 kusů)
- American Airlines (274 kusů)
- China Eastern Airlines (120 kusů)
- China Southern Airlines (164 kusů)
- Delta Air Lines (144 kusů)
- EgyptAir (21 kusů)
- Ethiopian Airlines (20 kusů)
- Flydubai (51 kusů)
- Korean Air (40 kusů)
- Lufthansa (25 kusů)
- Norwegian Air Shuttle (58 kusů)
- Petr Kellner (1 kus)
- Ryanair (355 kusů)
- Scandinavian Airlines (82 kusů)
- SmartWings (26 kusů)
- Southwest Airlines (720 kusů)
- Travel Service i se SmartWings (48 kusů)
- Transavia (44 kusů)
- United Airlines (314 kusů)

### Armádní
Letadla Boeing 737 využívá nebo využívala v armádní verzi vláda Argentiny, Austrálie, Chile, Kolumbie, Indie, Indonésie, Íránu, Kazachstánu, Malajsie, Mexika, Mongolska, Nigérie, Peru, Jihoafrická republika, Saúdská Arábie, Jižní Korea, Tchaj-wan, Thajsko, Turecko, Ukrajina a především Spojené státy americké — ve verzi Boeing C-40 Clipper a T-43A.

### Česko

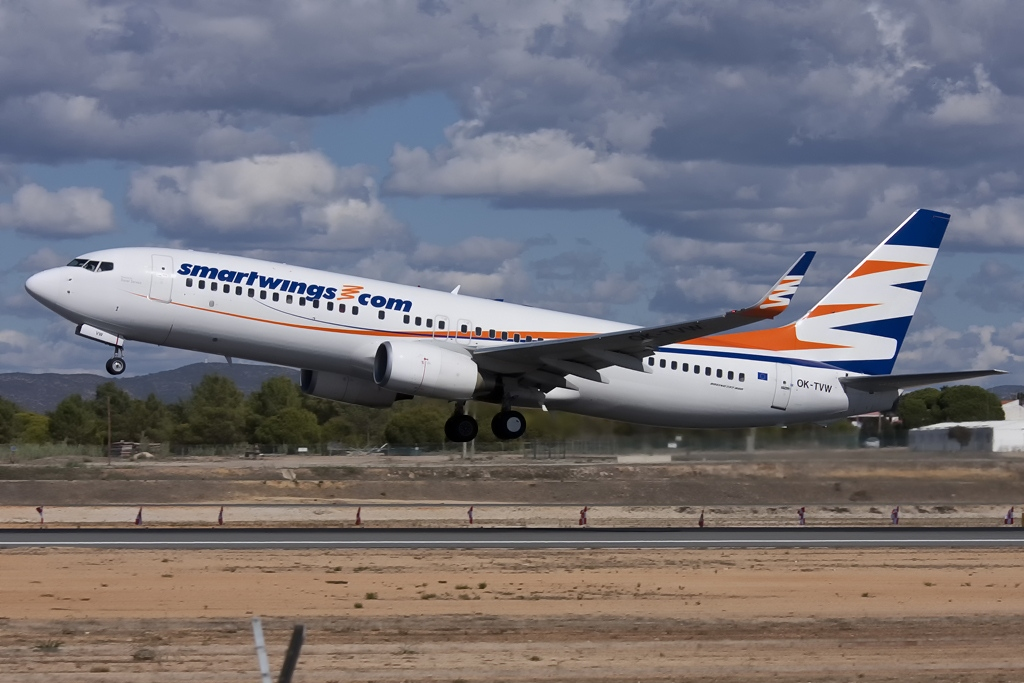
Boeing 737-800 české společnosti SmartWings

#### Současní
- Smartwings (26 ks – červen 2018)
- Travel service (22 ks – červen 2018)
- Petr Kellner (1 ks – soukromé účely)

#### Bývalí

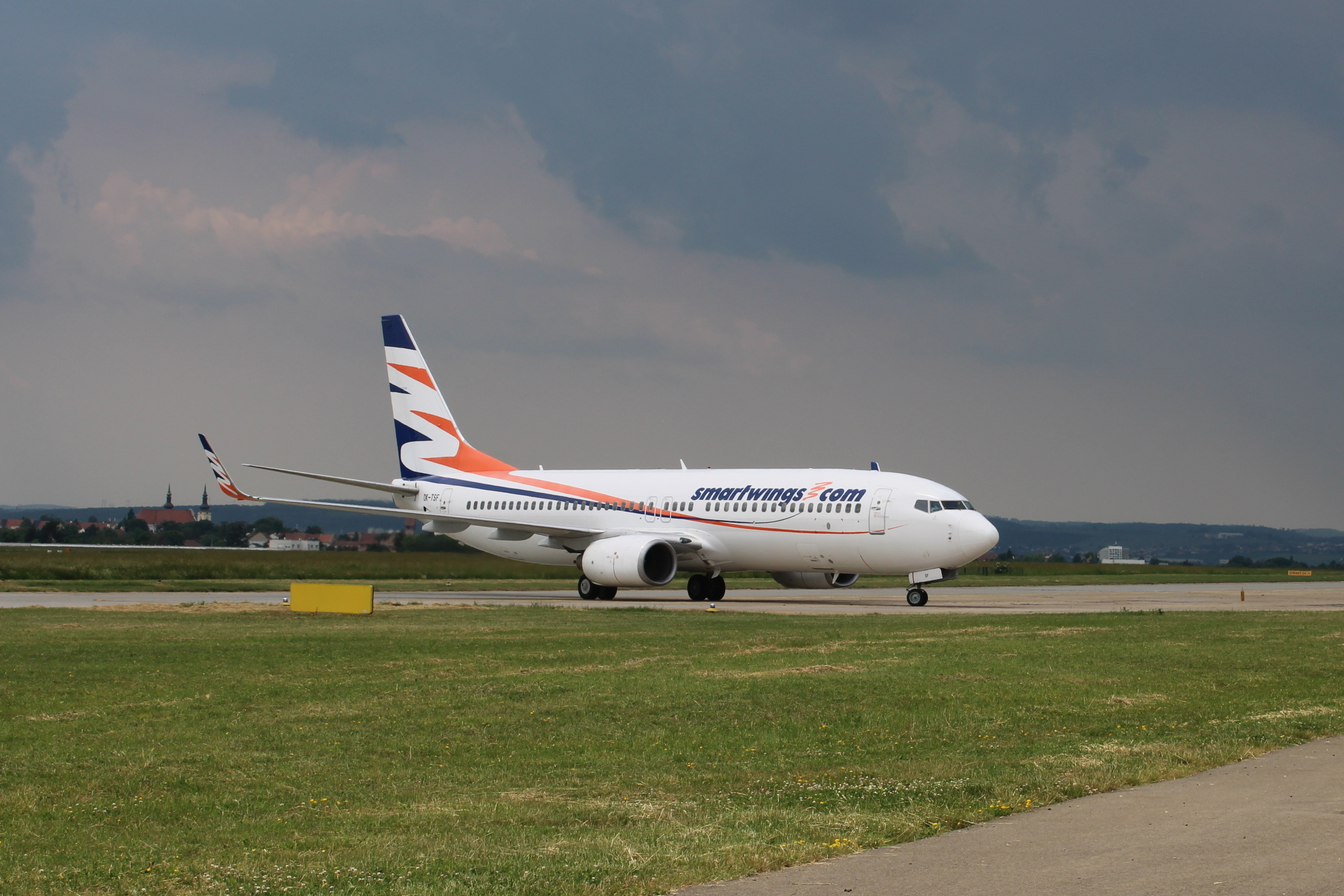
Boeing 737-800 v Brně

- Boeing 737-800 v BrněČeské aerolinie (30 ks) – V minulosti letouny B737 používaly České aerolinie (Boeing 737-500), které je z provozu vyřadily 13. ledna 2013. Na linkách ČSA byla letadla Boeing 737 v provozu od 27. června 1992, kdy byl předán první stroj (N1790B). 3. července 1992 byla jeho imatrikulace změněna na OK-XGA. V červenci pak ČSA převzaly další dva letouny (OK-XGB a -XGC), v srpnu následované zbývajícími dvěma (OK-XGD a -XGE). Následně byla flotila Boeingů 737 ČSA rozšířena o dva letouny prodloužené verze 400. Nyní ČSA provozuje 1 Boeing 737-800 po Smartwings reg. OK-TST.
- Fischer Air (3 ks)
- Holidays Czech Airlines (2 ks)
- Czech Connect Airlines (2 ks)

## Nehody a incidenty
Letadla Boeing 737 měla k říjnu 2015 celkem 368 leteckých nehod, z nich 184 vážných (poškození trupu letadla), v důsledku kterých zemřelo 4 862 lidí.[kdy?]
Po nehodě letu Ethiopian airlines 302 dne 10. března 2019, která se do značné míry podobala nehodě letu Lion Air 610 v Indonésii dne 29. října 2018, byla všechna letadla typu Boeing 737 MAX celosvětově uzemněna.

## Specifikace
| Varianta                          | 737-100                                                         | 737-200                                                         | 737-300/-400/-500                                               | 737-600/-700/-800/-900                                            | 737 MAX-7/8/9/10                                                |     |
| --------------------------------- | --------------------------------------------------------------- | --------------------------------------------------------------- | --------------------------------------------------------------- | ----------------------------------------------------------------- | --------------------------------------------------------------- | --- |
| Posádka kokpitu                   | Dva                                                             | Dva                                                             | Dva                                                             | Dva                                                               | Dva                                                             | Dva |
| 2 třídy                           | 85 : 12F 73Y                                                    | 102 : 14F@38" 88Y@34"                                           | 126/147/110                                                     | 108/128/160/177                                                   | 138/162/178/188                                                 |     |
| 1 třída                           | 103@34" – 118@30"                                               | 115@34" – 130@30"                                               | 140+/159-168/122-132                                            | 123-130/140+/175+/177-215                                         | 153/178/193/204                                                 |     |
| Exit Limit                        | 124                                                             | 136                                                             | 149/188/145                                                     | 149/149/189/220                                                   | 172/210/220/230                                                 |     |
| Délka                             | 94 stop (29 m)                                                  | 100 stop 2 inches (30,53 m)                                     | 102–120 stop (31–37 m)                                          | 102–138 stop (31–42 m)                                            | 116,7–143,7 stop (35,56–43,8 m)                                 |     |
| Rozpětí                           | 93 stop (28 m)                                                  | 93 stop (28 m)                                                  | 94 stop 9 inches (28,88 m)                                      | 112 stop 7 inches (34,32 m) winglety: 117 stop 5 inches (35,79 m) | 117 stop 10 inches (35,92 m)                                    |     |
| Křídlo                            | 979,9 square feet (91,04 m2), 25° šípovitost                    | 979,9 square feet (91,04 m2), 25° šípovitost                    | 979,9 square feet (91,04 m2), 25° šípovitost                    | 1 341,2 square feet (124,60 m2)                                   | 1 370 square feet (127 m2)                                      |     |
| Výška                             | 37 stop (11 m)                                                  | 37 stop (11 m)                                                  | 36 stop 6 inches (11,13 m)                                      | 41 stop (12 m)                                                    | 40 stop 4 inches (12,29 m)                                      |     |
| Šířka                             | Trup letadla: 148 inches (3,8 m), Kabina: 139,2 inches (3,54 m) | Trup letadla: 148 inches (3,8 m), Kabina: 139,2 inches (3,54 m) | Trup letadla: 148 inches (3,8 m), Kabina: 139,2 inches (3,54 m) | Trup letadla: 148 inches (3,8 m), Kabina: 139,2 inches (3,54 m)   | Trup letadla: 148 inches (3,8 m), Kabina: 139,2 inches (3,54 m) |     |
| Cargo                             | 650 cubic feet (18 m3)                                          | 875 cubic feet (24,8 m3)                                        | 882–1,373 cubic feet 24,9755–0,0389 m3                          | 720–1,826 cubic feet 20,3881–0,0517 m3                            | 1,543–1,814 cubic feet 0,0437–0,0514 m3                         |     |
| MTOW                              | 110,000 liber (49,895 kg)                                       | 128,100 liber (58,105 kg)                                       | 133,500–150,000 liber 60,555–68,039 kg                          | 144,500–187,700 liber 65,544–85,139 kg                            | 177,000–194,700 liber 80,286–88,314 kg                          |     |
| OEW                               | 62,000 liber (28,123 kg)                                        | 65,300 liber (29,620 kg)                                        | 70,440–76,760 liber 31,951–34,818 kg                            | 80,200–98,495 liber 36,378–44,677 kg                              | MAX 8: 99 360 lb 45 070 kg                                      |     |
| Kapacita paliva                   | 4 720US gal / 17 865L                                           | 5 970US gal / 22 596L s příd. nádrží o objemu 810 gal/3 065 L   | 5 311USgal 20 100L                                              | 6 875-7 837 US gal 26 022-29 666 L                                | 6 853 US gal 25 941 L                                           |     |
| Rychlost                          | Mach 0,745–Mach 0,82 (430–473 kn; 796–876 km/h) Cestovní—MMO    | Mach 0,745–Mach 0,82 (430–473 kn; 796–876 km/h) Cestovní—MMO    | Mach 0,745–Mach 0,82 (430–473 kn; 796–876 km/h) Cestovní—MMO    | Mach 0,785 (453 kn; 838 km/h) Cestovní                            | Mach 0,785 (453 kn; 838 km/h) Cestovní                          |     |
| Vzlet (MTOW, mořská hladina, ISA) |                                                                 | 6 099 stop (1 859 m)                                            | 7,500–8,690 stop 2,286–2,649 m                                  | 6 161–7 598 stop 1 878–2 316 m                                    |                                                                 |     |
| Dolet                             | 1,540 námořních mil (2,852 km)                                  | 2 600 námořních mil (4 800 km) 120 pax                          | 2,060–2,375 námořních mil 3,815–4,399 km                        | 2,935–3,010 námořních mil 5,436–5,575 km                          | 3,300–3,850 námořních mil 6,112–7,130 km                        |     |
| Dostup                            | 37 000 stop (11 300 m)                                          | 37 000 stop (11 300 m)                                          | 37 000 stop (11 300 m)                                          | 41 000 stop (12 500 m)                                            | 41 000 stop (12 500 m)                                          |     |
| Motory(×2)                        | Pratt & Whitney JT8D-7/-9/-5/-17                                | Pratt & Whitney JT8D-7/-9/-5/-17                                | CFM56-3 series                                                  | CFM56-7 series                                                    | CFM LEAP-1B                                                     |     |
| Tah (×2)                          | 14 000 lbf (62 kN)                                              | 14 500–16 400 pounds-force 64–73 kN                             | 20 000–23 500 pounds-force 89–105 kN                            | 20 000–27 000 pounds-force 89–120 kN                              | do 29 300 pounds-force (130 kN)                                 |     |